# 普定娃儿藤
普定娃儿藤（学名：Tylophora tengii）为夹竹桃科娃儿藤属的植物，为中国的特有植物。分布于中国大陆的贵州等地，生长于海拔1,200米的地区，多生于山地林中，目前尚未由人工引种栽培。